# Benjamin Édelin
Pour les articles homonymes, voir Édelin.

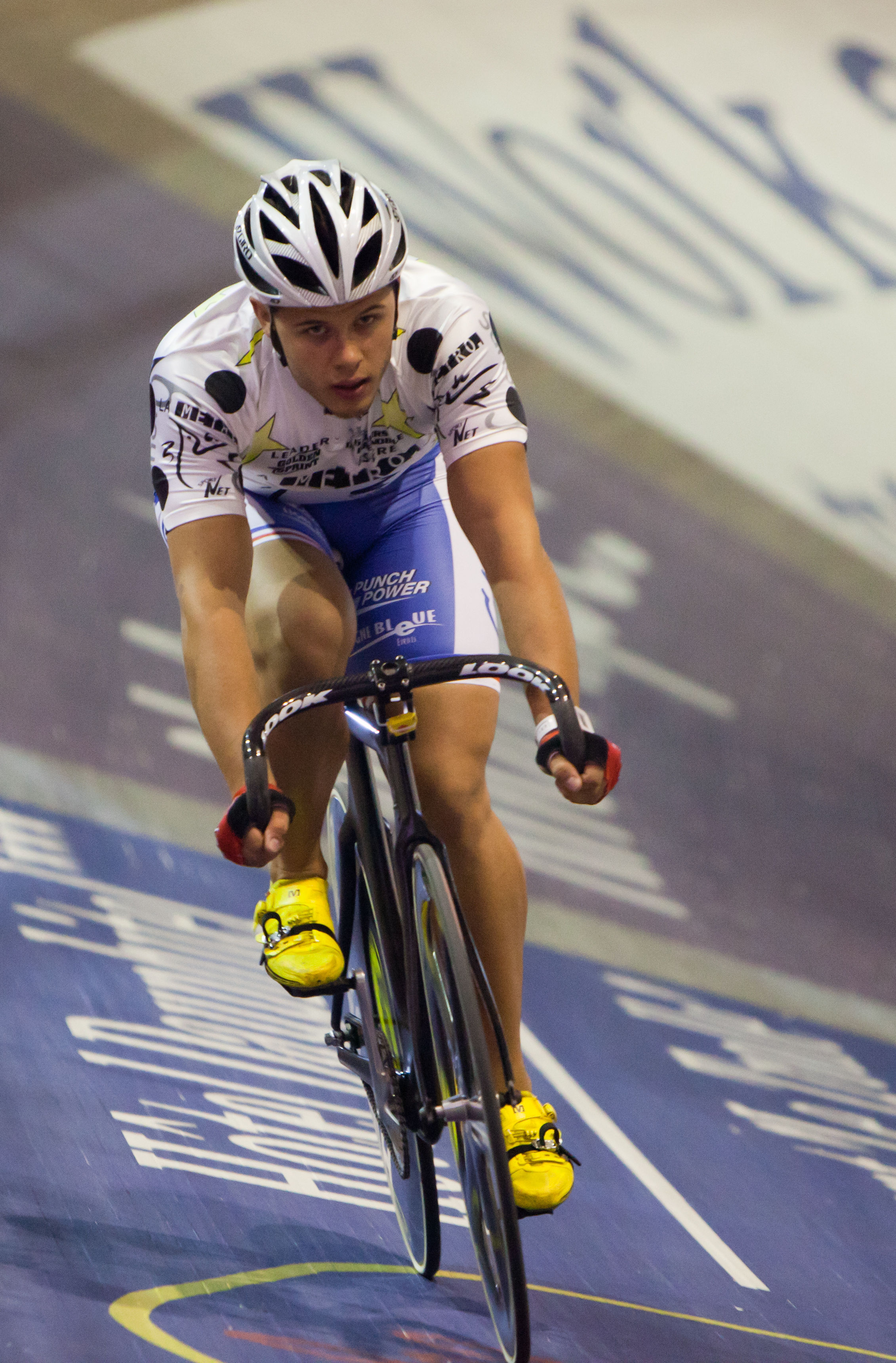
Benjamin Édelin aux Six jours de Grenoble 2011.

Benjamin Édelin, né le 23 février 1993 à Saint-Lô, est un coureur cycliste français, spécialiste des épreuves de vitesse sur piste.

## Biographie
En 2010, Benjamin Édelin remporte - avec Kévin Guillot et Julien Palma - le titre mondial en vitesse par équipes chez les juniors (17/18 ans). Les trois sprinteurs établissent un nouveau record du monde junior en 45.402 secondes, qui tiendra jusqu'au 19 août 2015. La même année, les trois coureurs sont également devenus champions d'Europe juniors de la discipline, Édelin étant également titré en keirin juniors. En 2011, avec de Palma et Anthony Jacques, il devient vice-champion du monde juniors de vitesse par équipes derrière les Allemands et remporte une médaille d'argent sur le kilomètre contre-la-montre.  Il est également champion de France de vitesse par équipes. En 2013, il termine deuxième du keirin au championnat d'Europe des moins de 23 ans.
À partir de 2014, Édelin court dans la catégorie des élites et obtient plusieurs podiums sur les championnats nationaux. En 2016, il obtient avec Sébastien Vigier et Quentin Lafargue une médaille d'argent en vitesse par équipes lors des manches de Coupe du monde à Glasgow et à Apeldoorn. Au printemps 2017, il obtient la médaille de bronze en vitesse par équipes aux championnats du monde à Hong Kong avec Vigier et Lafargue. À l'automne de la même année, les trois pistards sont champions d'Europe ensemble.
Depuis son arrêt de la compétition, il est coach au vélodrome de Saint-Quentin-en-Yvelines en compagnie de Charlie Conord.

## Palmarès

### Championnats du monde
| Édition / Épreuve          | Kilomètre | Vitesse par équipes                     |
| Montichiari 2010 (juniors) |           | Or (avec Kévin Guillot et Julien Palma) |
| Moscou 2011 (juniors)      | Argent    | Argent                                  |
| Hong Kong 2017             | 20e       | Bronze                                  |

### Coupe du monde
- 2016-2017
  - 2e de la vitesse par équipes à Glasgow
  - 2e de la vitesse par équipes à Apeldoorn
- 2017-2018
  - 2e de la vitesse  par équipes à Pruszków
  - 3e de la vitesse par équipes à Minsk

### Championnats d'Europe
| Édition / Épreuve                | Kilomètre | Keirin | Vitesse par équipes                            |
| Saint-Pétersbourg 2010 (juniors) |           | Or     | Or (avec Kévin Guillot et Julien Palma)        |
| Anadia 2011 (juniors)            | Or        |        | Or (avec Anthony Jacques et Julien Palma)      |
| Anadia 2013 (espoirs)            |           | Argent |                                                |
| Berlin 2017                      |           |        | Or (avec Sébastien Vigier et Quentin Lafargue) |

### Championnats de France
| - 2010 - 2e de la vitesse par équipes - 2e de la vitesse individuelle juniors - 2e du kilomètre juniors - 2011 - Champion de France de vitesse par équipes - Champion de France du kilomètre juniors - Champion de France du keirin juniors - 2e de la vitesse individuelle juniors | - 2014 - 3e du keirin - 2015 - 2e du keirin - 3e du kilomètre - 2016 - 2e du kilomètre - 3e du keirin - 2017 - 2e du keirin - 3e de la vitesse individuelle |